# Wang Fuzhi
Wang Fuzhi (chino: 王夫之; pinyin: Wáng Fūzhī; Wade-Giles: Wang2 Fu1-chih1; 7 de octubre de 1619- 18 de febrero de 1692), nombre de cortesía Ernong (而農), seudónimo Chuanshan (船山), fue un ensayista, historiador y filósofo chino de finales de la dinastía Ming y principios de la Qing. Sus obras fueron recuperadas por los nacionalistas chinos a mediados del siglo XIX.

## Biografía
Nacido en el seno de una familia de eruditos en Hengyang, provincia de Hunán, en 1619, Wang Fuzhi comenzó muy joven su educación en los textos clásicos chinos. Se embarcó en la acción política a los 20 años creando una Sociedad para la Reforma inspirada en la Sociedad de Renovación. Aprobó el examen de funcionario a los veinticuatro años, pero su proyectada carrera se vio alterada por la invasión de China por los manchúes, fundadores de la dinastía Qing (o Ch'ing).
Impulsado por una profunda hostilidad contra el usurpador manchú, entró al servicio del emperador Yongli que estaba tratando de salvar lo que quedaba de la dinastía Ming. Después de la caída de Pekín, compuso un comentario sobre los Anales de primavera y otoño a petición de su padre. En esta obra trató de justificar la 'guerra justa' que los chinos deben librar contra los "bárbaros". Muy pronto, sin embargo, abandonó la política y se vio obligado a pasar el resto de su vida escondido en un estudioso retiro. Encontró refugio al pie de la montaña Chuanshan, de donde tomó su seudónimo. Probablemente murió en 1693, aunque no se sabe con certeza dónde ni cómo.

## Obra filosófica
Se le atribuye haber escrito más de cien libros, pero muchos de ellos se han perdido. Sus obras, encubiertas por el poder Qing, no fueron publicadas hasta el siglo XIX. Lo que ha quedado se ha recopilado bajo el título de Chuanshan yishu quanji (船山遺書全集). También escribió un comentario sobre el Zizhi Tongjian, titulado "Comentarios tras leer el Tongjian" (讀通鑒論, "Du Tongjian Lun").
Wang era seguidor de Confucio, pero creía que la filosofía neoconfuciana que dominaba la China de la época había distorsionado las enseñanzas del maestro. Por eso, escribió sus propios comentarios sobre los clásicos confucianos (cinco de ellos sobre el Yijing o Libro de los Cambios) y fue desarrollando su propio sistema filosófico. Escribió sobre numerosos temas, como metafísica, epistemología, filosofía moral, poesía y política. Además de Confucio, también recibió la influencia de destacados neoconfucianos de principios de la dinastía Song, como Zhang Zai y Zhu Xi, cuyo dualismo refutó.
Hoy día, Wang Fuzhi está considerado como el pensador más destacado de principios del periodo Qing. Su obra le sitúa en la línea de los eruditos confucianos, ofreciendo una última perspectiva global de esta larga tradición antes de que entrara en contacto con Occidente y recibiera su influencia.

### Metafísica
La metafísica de Wang es una versión del materialismo. Fue un decidido opositor del budismo, denunciando su tesis del carácter ilusorio del mundo sensible que desalentaba cualquier deseo de acción y conducía a la ruina del hombre, la sociedad y el Estado. También se opuso al idealismo de Wang Yang-ming. Contra la influencia disolvente del budismo, reafirma la vida y el mundo objetivo "que permiten la reflexión y la acción humanas". Wang es, pues, un filósofo vigorosamente realista que acepta la condición humana y se niega a escapar de ella. Para él, "es una locura querer cortar los lazos que nos unen al mundo, pues nos pertenece y le pertenecemos en todo momento [...] Quien imagina un absoluto pierde el verdadero sentido del mundo". Autor de un comentario sobre el Zhengmeng de Zhang Zai, en la tradición del confucianismo comprometido y militante, fustiga las concepciones taoístas de lo "no-manifestado" (Wu wei|Wu) y budistas de la vacuidad.
Les opone la realidad eterna e indestructible del qi (energía universal) que pasa por múltiples transformaciones entre estados diferenciados e indiferenciados. Contrariamente a Zhu Xi, rechaza la asimilación de este proceso con la noción budista de transmigración. Al igual que Zhang Zai, piensa que 'el espacio vacío no es más que el volumen ocupado por la energía'. Cuando la energía se condensa, aparecen formas conscientes. Cuando la energía se dispersa, 'ya no es visible, y entonces los hombres piensan que no hay nada'. La interacción de el yin y el yang es suficiente para explicar todo el funcionamiento del universo. Pensador de la inmanencia, Wang Fuzhi considera el principio (理 li) no en el origen o por encima del universo, sino como su dinamismo mismo. Apunta aquí a la idea de un principio absoluto inspirado en el budismo. Para él, el principio es estructurante. Hace que todo se ordene espontáneamente en formas y redes ramificadas. Sostenía que sólo existe el qi (氣 o ch'i; energía o fuerza material); el li (理, principio, forma o idea), que era el concepto central en el pensamiento neoconfuciano ortodoxo de Zhu Xi, por ejemplo, no existe independientemente, siendo simplemente el principio del qi. En este sentido, su metafísica representa una continuación y un desarrollo de la de Zhang Zai, tal y como se expresa con mayor claridad en su Comentario sobre la corrección de la ignorancia del maestro Zhang. También ha sido muy considerada como "proto-materialista" en el periodo marxista de la RPC posterior a 1949.

### Ética
Las ideas metafísicas de Wang lo llevaron a una filosofía moral naturalista (precipitando un resurgimiento del interés por sus enseñanzas en la China moderna). En particular, creía que los deseos humanos no son inherentemente malos, sino inevitables y una parte esencial de nuestra naturaleza. De hecho, creía que los deseos son potencialmente beneficiosos, que la naturaleza moral de los seres humanos se basa en nuestros sentimientos por los demás, y que los problemas solo surgen por falta de moderación. Wang creía que los deseos humanos son la principal evidencia de nuestra relación con el mundo material como seres materiales, y que la naturaleza humana se desarrolla a partir de nuestra naturaleza material inicial junto con los cambios que experimentamos como resultado de nuestras interacciones con el mundo en el que vivimos.

### Epistemología
Wang insiste mucho en la necesidad recíproca de experiencia y razón. Debemos estudiar el mundo a través de nuestros sentidos y razonar cuidadosamente sobre él. Por eso el conocimiento y la acción están entrelazados, y por eso la acción es el fundamento del conocimiento. La adquisición de conocimientos es lenta y laboriosa; no hay iluminación repentina en la obra de Wang.

### Política e historia
La popularidad de Wang en China se debe en gran medida a su pensamiento político e histórico. El gobierno, dice, debe beneficiar al pueblo, no a los que están en el poder. El poder no es un fin en sí mismo. La historia es un ciclo perpetuo de renovación, en el que se produce el progreso gradual pero continuo de la sociedad humana. Hay períodos de caos y miseria, así como de estabilidad y prosperidad, según el grado de virtud del emperador y del pueblo en su conjunto, pero la dirección subyacente es hacia arriba. Es el resultado de las leyes naturales que rigen al ser humano y a la sociedad. Esto no es efecto del destino, sino resultado de las leyes naturales que rigen al ser humano y a la sociedad. Por eso Wang rechaza la idea de una edad de oro pasada que deba ser imitada.
En cuanto a la práctica política, Wang creía que el poder de los terratenientes feudales es un mal y debería debilitarse con impuestos más altos, lo que también conduciría a un aumento en el número de campesinos propietarios de tierras.
Lo que significa el Camino [Dao] es la gestión de las cosas concretas[...] Lao-zi estaba ciego a esto y dijo que el Camino existía en el vacío [...] Buda estaba ciego a esto y dijo que el Camino existía en el silencio [...] Uno puede seguir pronunciando palabras tan extravagantes sin cesar, pero nadie puede escapar nunca de las cosas concretas. (Ch’uan-shan i-shu)
Wang adoptó una fuerte postura anti-manchú en sus escritos y se destacó por su intento sistemático de expresar su malestar en un amplio contexto histórico y filosófico. También insistió en que se distinga a los chinos de los no chinos, ya que ambos deben permanecer en sus propios territorios y respetar la soberanía del otro, a fin de evitar la posibilidad de invasión o integración.
Junto con su pensamiento confuciano, también reconoció una 'necesidad de operar el sistema', asociada con el legalismo chino.

## Interpretación de Wang Fuzhi
La interpretación de Wang Fuzhi fue objeto de un debate en la revista Études chinoises en 1990, entre Jean-François Billeter y François Jullien.
Jean-François Billeter propuso una lectura de inspiración fenomenológica, argumentando que el pensamiento del mundo de Wang era la proyección sobre el mundo de una experiencia de conciencia. Billeter criticó el método comparativo adoptado por Jullien en Procès ou création, que le llevó a considerar la obra de Wang haciendo abstracción de la dimensión de verdad de su pensamiento.
Jullien, por su parte, criticó a Billeter por proyectar sobre Wang Fuzhi categorías específicamente occidentales, como conciencia, acción, sujeto y objeto, etc., y pasar así por alto la alteridad y especificidad de las construcciones mentales chinas.